# Restaurant 108
Restaurant 108 var en dansk restaurant, beliggende i Strandgade i København. Den blev i februar 2017 tildelt én stjerne i Michelinguiden. 108 blev åbnet i juli 2016 af selskabet bag restaurant Noma, med Kristian Baumann som køkkenchef og medejer. Restauranten lukkede ved udgangen af september 2020, som følge af tab pga. regeringens restriktioner under coronapandemien.

## Historie
I november 2015 offentliggjorde selskabet bag restaurant Noma, at de i løbet af 2016 ville åbne en ny restaurant i København. Medejer René Redzepi fortalte, at den nye restaurant skulle være med til at selskabet blev en solid forretning. Den nye restaurant skulle være mere "folkelig" end Noma, og med lavere priser.
I januar 2016 tyvstartede personalet på Restaurant 108, da de lånte lokalerne hos Noma, og i 13 uger fra den 20. januar, drev Restaurant 108 som pop-up. Dette kunne ske, fordi Noma i den periode havde flyttet alt personalet til Australien, hvor Noma havde en pop-up restaurant.
Arkitekterne Signe Bindslev Henriksen og Peter Bundgaard Rützou fra Space Copenhagen skulle indrette de 431 kvadratmeter i Strandgade 108, som tidligere blandt andet havde rummet et oliedepot. Den 27. juli 2016 åbnede restauranten, og der blev udsolgt de næste tre måneder på et par timer.
Den 22. februar 2017 blev Restaurant 108 for første gang tildelt én stjerne i Michelinguiden, kun seks måneder efter indvielsen. I 2018 blev stjernen fornyet. Restauranten lukkede i september 2020 pga. økonomiske vanskeligheder som følge af regeringens restriktioner under coronapandemien.